# Anticheira hirtipes
Anticheira hirtipes är en skalbaggsart som beskrevs av Hermann Burmeister 1844. Anticheira hirtipes ingår i släktet Anticheira och familjen Rutelidae. Inga underarter finns listade i Catalogue of Life.